# Хацу Хіокі
Хацу Хіокі (япон. 日沖発; нар. 18 липня 1983, Нагоя) — японський боєць змішаного стилю, представник напівлегкої вагової категорії. Виступав на професійному рівні у 2002-2018 роках, відомий завдяки участі в турнірах таких бійцівських організацій як: UFC, Pride, Shooto, Sengoku, Pancrase, Rizin FF та інших. Володів титулами чемпіона Shooto і Sengoku в напівлегкій вазі.

## Кар'єра у змішаних єдиноборствах

### Shooto
Розпочав кар'єру бійця ММА у 2002 році в великій японській організації Shooto, переміг більшість суперників і через багато років зарекомендував себе одним з найсильніших представників напівлегкій ваговій категорії. Єдиними, хто зміг виграти у нього стали земляк Хіроюкі Така, канадець Антоніо Карвальо і кореєць Кім Чон Ман (у двох останніх випадках бої були досить близькими й завершилися роздільними рішеннями).
У травні 2010 року Хіокі завоював титул чемпіона Shooto в напівлегкій вазі вигравши роздільним рішенням суддів у Такеші Іноуе на прізвисько Лев.

### TKO Major League MMA
У 2006-2008 роках Хіокі тричі виїжджав битися за кордон в канадській лізі TKO Major League MMA. Тут він двічі виграв місцевого канадського бійця Марка Хомініка, завоював і двічі захистив титул чемпіона.

### Pride Fighting Championships
У серпні 2006 року провів свій перший і єдиний бій в найбільшій на той момент японській лізі просування Pride Fighting Championships, виграв одноголосним рішенням американця Джеффа Каррена.

### World Victory Road
У 2009 році взяв участь у гран-прі напівлегкої ваги організації World Victory Road в Токіо де безперешкодно пройшов всіх трьох суперників по турнірній сітці — при тому в фіналі виступити не зміг через травму. Його переможна серія перервалася лише в поєдинку з колишнім дзюдоїстом Мітіхіро Омігавою, якому він поступився роздільним рішенням.
У 2010 році Хіоко відзначився правом битися за титул чемпіона World Victory Road Presents: Sengoku і зустрівся з бразильцем Марлоном Сандру. Протистояння між ними тривало всі відведені п'ять раундів, японський боєць домігся переваги шляхом довжини рук і швидкісних контратак, в результаті чого всі три судді одноголосно віддали йому перемогу. Отже, він став третім за рахунком чемпіоном Sengoku в напівлегкій вазі.

### Ultimate Fighting Championship
Завоювавши титул чемпіона Sengoku, Хацу Хіокі привернув до себе увагу найбільшої бійцівської організації світу Ultimate Fighting Championship — у червні 2011 року він вирішив залишити свій титул вакантним і підписав довгостроковий контракт з американським просуванням. Дебютував в октагоні UFC в жовтні та виграв роздільним рішенням у Джорджа Рупа.
У лютому 2012 року відзначився перемогою по очках над польсько-американським ветераном Бартом Палашевським, домінував протягом усього бою, зробив кілька переводів в партер і зробив кілька спроб дострокового завершення за допомогою нападів.
Передбачалося, що в наступному бою Хіоко боротиметься за титул чемпіона UFC в напівлегкій вазі, проте в підсумку в червні 2012 року він взяв участь в рейтинговому поєдинку з Рікардо Ламасом і програв йому одноголосним рішенням.
У 2013 році зазнав поразки за очками від Клея Гвідо і Даррена Елкінса.
У 2014 році виграв одноголосним рішенням в Івана Менхівара, але потім вперше в кар'єрі змушений був здатися від нападу в поєдинку з Шарлісом Олівейрою.
Останній раз Хіоко бився в октагоні UFC в травні 2015 року — зазнав поразки нокаутом у другому раунді від новозеландця Дена Хукера і незабаром покинув організацію.

### Подальші виступи
Покинувши UFC, Хацу Хіоко продовжив виступати на батьківщині, зокрема провів чотири бої в японській промоції Pancrase. Тут, між іншим, знову зустрівся зі своїм давнім кривдником Хіроюкі Така — взяти реванш йому не вдалося, Хіокі програв нокаутом в першому ж раунді.
В наступних боях Хіокі зазнавав все більш нищівних та швидких поразок нокаутами.
У серпні 2018 року Хіоко відзначився виступом у великої японської організації Rizin Fighting Federation, але програв нокаутом популярному бійцеві Мікурі Асакура. Це був його останній бій.